# Muizenval (apparaat)

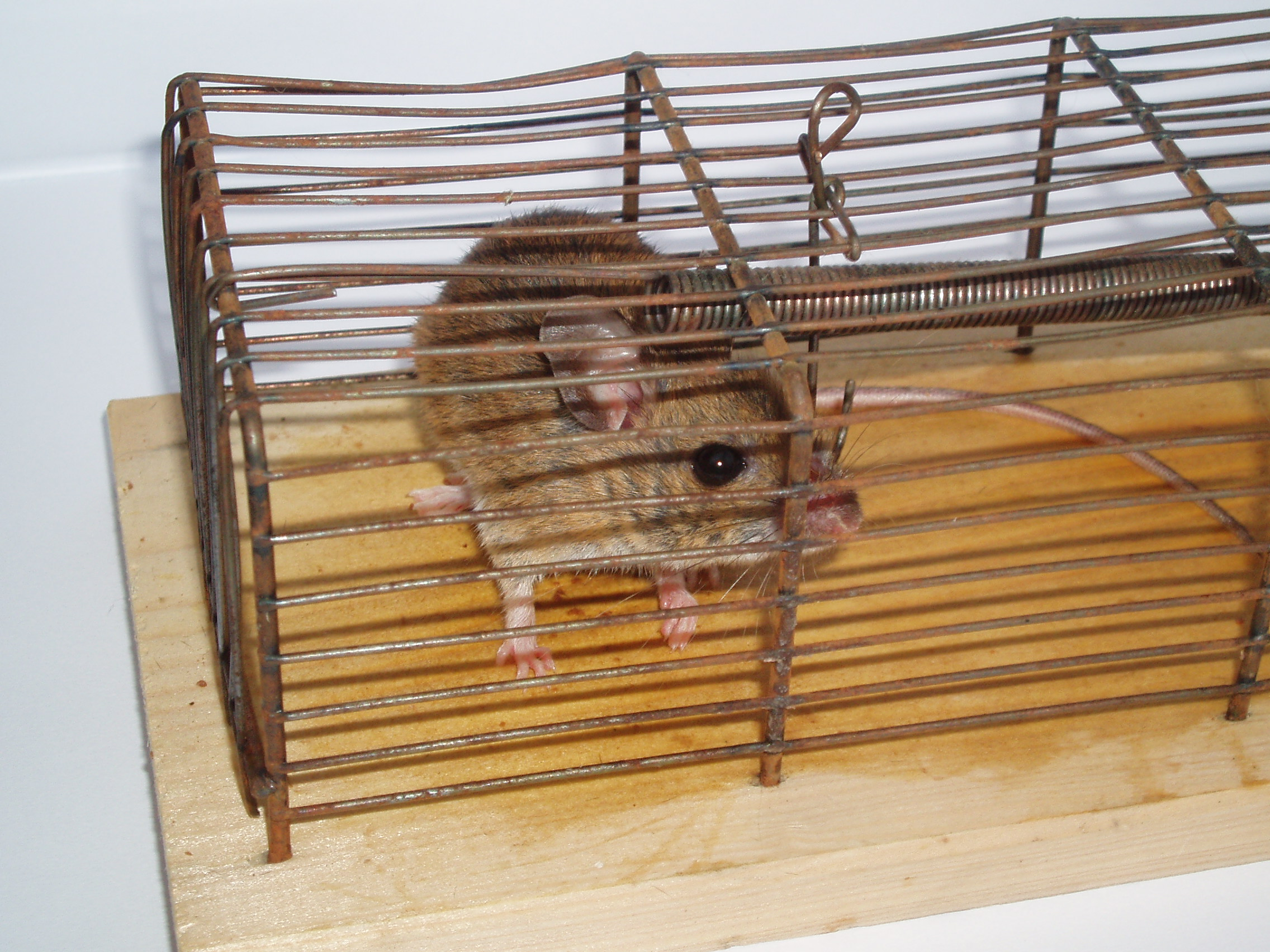
Muizenval waarin de muis levend gevangen wordt

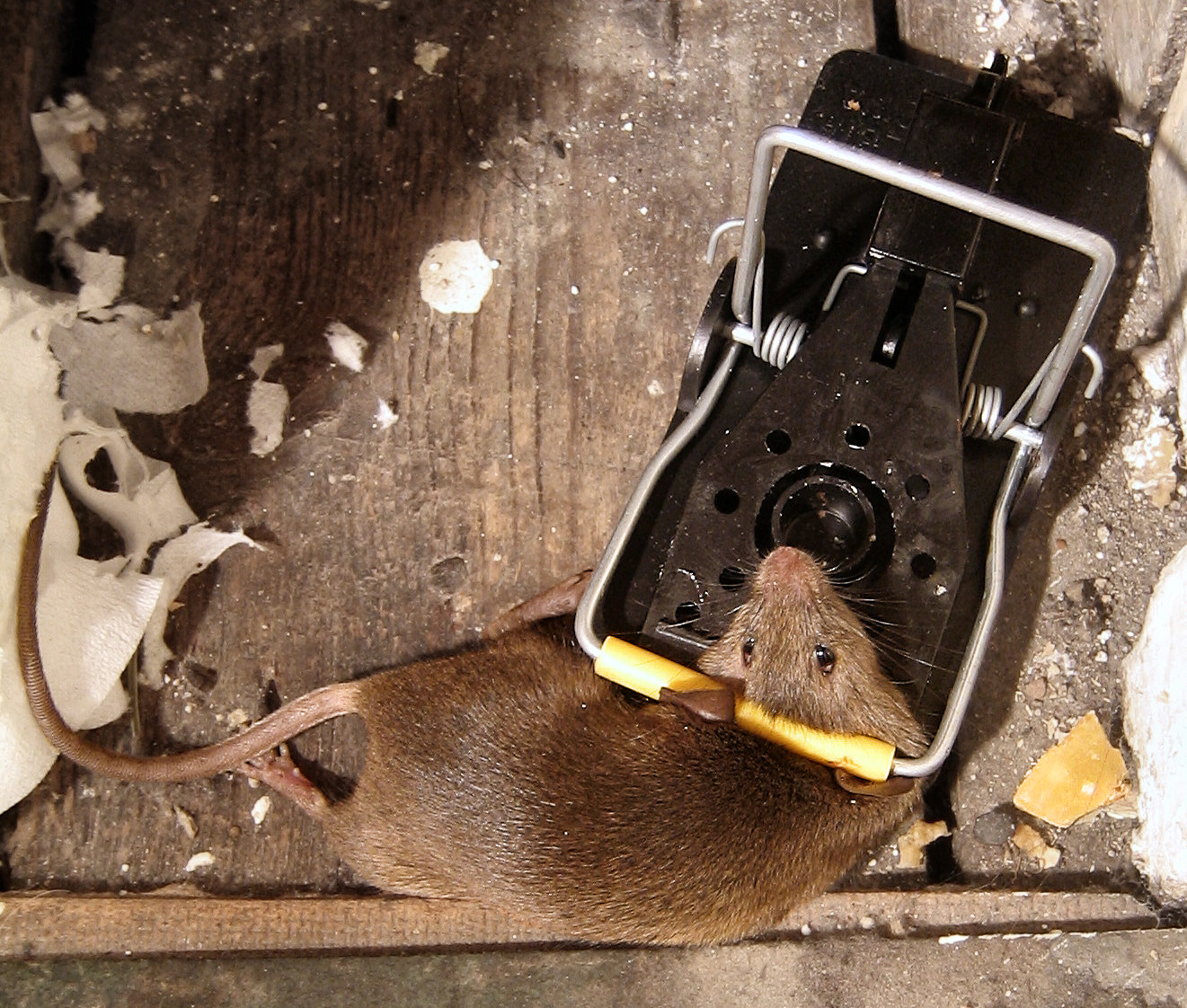
Klassieke muizenval met dode gevangen muis

Een muizenval of muizenklem is een apparaat dat in staat is muizen te vangen of te doden. Dit kan op verschillende manieren, maar de meeste muizenvallen gebruiken aas om de knaagdieren te lokken. Het te gebruiken aas hangt af van de te vangen muizensoort. Bij de huismuis is kaas en spek favoriet, maar ook chocola is zeer geliefd. Pindakaas werkt nog beter, beweren Amerikaanse muizenvallenverkopers. Het kost de muis moeite het laagje plakkerige pindakaas van de val af te snoepen, daardoor neemt de kans toe dat de val dichtslaat. De veldmuis is goed te vangen met een stukje (hazel)noot of zaad, zoals een maïskorrel en de rosse woelmuis met een stukje wortel.
De bekendste muizenvallen bestaan uit een plankje met daarop een scharnierend bevestigde metalen beugel, die met behulp van een veer is gespannen en wordt tegengehouden door een vergrendeling. Een stukje aas ligt op een scharnierend plateautje, dat bij beweging de vergrendeling opheft. De beugel wordt door de veer teruggeklapt, waarbij de muis tussen plankje en beugel bekneld komt te zitten. Meestal gaat dit zo snel en met zoveel kracht dat de muis zijn nek of rug breekt en meteen dood is.
Bij een muizenval waarbij het de bedoeling is de muis levend te vangen, kan bij de muis zoveel stress optreden dat deze in de val doodgaat. Dit gebeurt vooral wanneer het lang duurt voor de val geleegd wordt, in combinatie met voedsel- en vochtgebrek. Dit geldt eveneneens voor lijmvallen, die het dier bovendien langdurig in een paniektoestand brengen.
Een moderne variatie op de muizenval is de gaskamer. Het lokaas ligt in een langwerpige kamer met een ingang aan beide zijden. Wanneer een muis die ruimte betreedt, wordt dit gedetecteerd door drukgevoelige sensoren in de bodem; de ingangen worden dan hermetisch afgesloten en een hoeveelheid (2,5 tot 3 gram) koolstofdioxide-gas wordt in de ruimte vrijgezet, voldoende om de muis binnen ongeveer een minuut te doden. Het gas wordt daarna langzaam uit de muizenval vrijgezet en een waarschuwingssignaal geeft aan dat er een muis in de val zit. Voor deze toepassing is koolstofdioxide door de Europese Commissie toegelaten als biocide van productgroep 14 (rodenticide) met ingang van 1 november 2009.
Wanneer men last van muizen heeft kan men ook een geimproviseerde muizenval maken door bijvoorbeeld een emmer met voedsel erin en een "helling" door middel van een plankje of een stapeltje boeken, waardoor de muis op het voedsel komt, in de emmer valt, en er niet meer uit kan. Met een schuingezette opengesneden plastic fles kan men hetzelfde bereiken. Dit soort vallen bezorgt de muis ook de minste stress. Ook hier geldt natuurlijk dat de val dan snel geleegd moet worden, vooral als er meerdere muizen in een val zitten omdat ze elkaar dan zullen aanvallen en opeten. Een variant van de emmerval heeft plantaardige olie rondom de randen om de muis te lokken en een laagje water op de bodem waarin hij zal verdrinken. Een variant daarop is  natronloog, zoutzuur of zwavelzuur waarin de muis letterlijk oplost. Deze varianten zijn uiteraard zeer dieronvriendelijk en leiden bovendien tot onnodige belasting van het milieu.
Evenals gif worden muizenvallen gezien als symptoombestrijding. Wanneer er voedselresten rondslingeren en kieren en gaten zijn waardoor muizen kunnen binnenkomen, zal voor iedere gevangen muis er vrij snel een nieuwe in de plaats komen. Het is derhalve bij bestrijding van een muizenplaag belangrijk in de eerste plaats wat aan dat probleem te doen. Verder is het belangrijk een levend gevangen muis ten minste een paar honderd meter van de woning vrij te laten, zodat hij niet terugkomt. Uiteraard zijn vallen wel geschikt om, wanneer deze problemen zijn verholpen, van nog in het huis aanwezige muizen af te komen. 
Muizenvallen die de dieren onnodig leed berokkenen kunnen worden gezien als dierenmishandeling en daarmee als illegaal. 

## Trivia
- De Nederlandse komiek en cabaretier Tom Manders, alias Dorus, speelde ooit een klassiek geworden sketch over een zelf uitgevonden muizenval.